# Ruggero Giovannini
Ruggero Giovannini (Roma, 5 giugno 1922 – Roma, 5 marzo 1983) è stato un fumettista, illustratore e pittore italiano.

## Biografia
Dopo il diploma al liceo artistico nel 1940, finita la seconda guerra mondiale, dopo qualche esperienza come giornalista e cartellonista cinematografico, esordì come autore di fumetti sul Vittorioso nel 1945, con una storia scritta da Sandro Cassone, I seguaci di Adelchi, alla quale seguirono Le avventure di Jim Brady scritta da Saverio Bui, che venne pubblicato anche da Impéria in Francia; con queste iniziò una lunga collaborazione con questo periodico che si concluse nel 1969 e per il quale realizzò anche trasposizioni a fumetti di film popolari come Mister V, oltre a varie serie come Ted Rosseli, scritta da Arra e Pier Costante Righini. Con lo pseudonimo di Roger Jonnys, pubblicò nel 1946 alcune storie su Arsenio Lupin sull'Albo serie oro delle Edizioni Lampo. Per il Vittorioso realizzò "cineromanzi" di vario genere, dal western al medioevale, all'antico romano, al rinascimentale, al contemporaneo come Le grandi acque, La disfida di Barletta, La canzone dell'Olifante, La sfida di Long-Rifle. A questo si alternano serie di notevole presa sul pubblico, come Mister V che inizia, sempre su Il Vittorioso, il 14 novembre 1948, con l'episodio Mistero sull'Atlantico su soggetto di Domenico Volpi, per concludersi nel 1950 con la storia La via delle pagode, oppure Ted, scritto da Lo Cascio e Raglioli. Sia Jim Brady che Ted daranno in seguito il nome a due serie degli Albi del Vittorioso, che ospitano tra l'altro Il pirata mascherato (1950), scritto dallo stesso Giovannini. Eccettuate due parentesi che lo vedono produrre per l'Inghilterra, lavorò per Il Vittorioso anche dopo la trasformazione della rivista in Vitt: il rotocalco dei ragazzi, nel gennaio 1967, per la quale lavorò fino al 1969. Il giornalista fotografo Flash sarà il suo ultimo personaggio. Vitt cesserà completamente le pubblicazioni nel 1970. In seguito comincerà a collaborare con Il Giornalino. Durante gli anni sessanta collaborò anche con il Corriere dei Piccoli realizzando nel 1962 una trasposizione a fumetti dell'Iliade e Terra che scotta per Tex.
Per il mercato estero, durante gli anni cinquanta e sessanta, nonostante l'impegno per il Vittorioso, tramite gli Studi di Giolitti e di Roy d'Amy, realizza serie a fumetti per il mercato britannico edite dalla Fleetway come Robin Hood e Dick Daring pubblicate su Thriller Comics, Kansas Kid / Tex Tone su Cowboy Comics, Wild Bill Hickok per Radio Fun, che vennero poi pubblicate anche in Francia da Imperia; negli anni sessanta pubblico I tre moschettieri su Look and Learn, Jim Canada e Wild Bill Hickok su Radio Fun, oltre a diverse serie western per Top Spot e Ranger; pubblicò inoltre su Express Weekly,Thriller Picture Library, Cowboy Picture Library, War Picture Library, Treasure, Radio Fun e Tiger; lavorò anche per il mercato francese, pubblicando con l'editore Fleurus.
Influenzato soprattutto dal fumetto realistico e avventuroso di produzione statunitense, si ispira a Will Gould e a Milton Caniff, evidenziando già dai primi lavori un tratto essenziale, portato a caricaturare ambienti e figure umane.
Realizzò riduzioni di classici come Ben Hur e Il prigioniero di Zenda, o di disegnare importanti serie come Olaf il vikingo. Illustrando nel contempo molte opere narrative per ragazzi per l'editore Paravia.
Negli anni settanta iniziò a collaborare anche con Il Giornalino per il quale realizzò diverse serie a fumetti come Bug Barri, scritto da Mario Basari, e Harald il crudele (1970) e Gli uomini del pugnale (1971), scritti da Renata Gelardini, Capitan Erik (1972) sceneggiato da Claudio Nizzi, che disegnerà fino al 1975 e Ricky (1978), queste ultime due che verrà pubblicata anche in Francia. Nel 2016 le storie di Capitan Erik vennero ristampate in volume. Dal 1974 al 1977 lavorò presso la Lancio come direttore artistico per la testata Lanciostory per la quale curerà, tra i vari incarichi, una nota rielaborazione delle tavole dell'Eternauta (ricordata, fra l'altro, per l'articolato rimontaggio dall'originale formato orizzontale, trasformato in un più moderno formato verticale), e la breve serie Biondo e Rampino. Nel 1978 riprende la collaborazione col Giornalino, dove idea e disegna la serie Ricky, scritta da Giuliano Longhi. Nell'ultimo periodo della sua vita realizza la serie I biondi lupi del nord (1981/1983) scritta da Renata Gelardini per il Giornalino.
È stato sposato e ha avuto due figli, Anna e Marco.
Morì nel 1983.

## Riconoscimenti
- Nel 1975 gli viene assegnato il trofeo Il Cartoonist alla Mostra Internazionale dei Cartoonist di Rapallo, per «la costante modernità del suo disegno e per le sue qualità narrative messe in rilievo soprattutto nella serie di Capitan Erik»[10].

- Nel marzo 1975 riceve a Firenze la targa "Giglio di Firenze" in occasione dell'annuale Convegno Nazionale degli Amici di Nerbini.